# Протоколи сионских мудраца
„Протоколи сионских мудраца“ (рус. Протоколы сионских мудрецов или Сионские протоколы) антисемитски је памфлет који описује наводну јеврејску и масонску заверу да се завлада светом. Протоколи се убрајају у најпознатије историјске подвале. У свом есеју „Књига краљева и будала“ писац Данило Киш детаљно истражује порекло и судбину ове књиге.

## Историја
„Протоколи“ су први пут штампани 1903. године у руском листу „Знамја“, па потом поново 1905. као дванаесто поглавље књиге руског правника, мистика и писца религијских памфлета Сергеја Нилуса. Нилус је тврдио да рукопис потиче са Првог ционистичког конгреса одржаног од 29. до 31. августа 1897. у Базелу. Када му је скренута пажња на то да је конгрес био отворен за јавност и да су многи нејевреји присуствовали, променио је причу и тврдио да је рукопис потекао са тајних састанака одржаваних 1902. и 1903. године да би коначно рекао да је текст добио већ 1901. године.
Највећи део текста „Протокола“ пореклом је из дела француског писца и сатиристе Мориса Жолија „Разговор између Макијавелија и Монтескјеа на ономе свету“, написаног 1864. године као критика политике Наполеона Трећег. Дело није антисемитског карактера нити се у њему спомињу Јевреји. Дијалог се води између Макијавелија, коме су у уста стављене идеје Наполеона Трећег и Монтескијеа, који говори са либералних позиција. Поглавља Протокола од броја 1 до 19 прате Жолијев „Дијалог“ од поглавља 1 до 17 на многим местима од речи до речи.
Један мањи део текста је преузет из романа „Бијариц“ Хермана Гедшеа, написаног 1868. године. Гедше је роман објавио под псеудонимом „Сер Џон Редклиф“. Једно поглавље у књизи је носило наслов „Јеврејско гробље у Прагу и Савет представника дванаест племена Израела“ и објављено је посебно 1872. године у Санкт Петербургу као памфлет. Роман је настао под директним утицајем Жолијевог „Разговора“ из кога је преписан знатан део материјала као и из романа „Јосип Балзамо“ Александра Диме Оца. Сам Гедше је изгубио посао у пруској пошти 1848. године пошто је обелодањено да је фалсификовао документа којима би доказао да је тадашњи кандидат на изборима радио против краља.

### Извор
Протоколи 1–19 приближно прате Дијалоге Мориса Жолија (поглавља 1–17). На пример:
| Дијалог у паклу између Макијавелија и Монтескјеа (слободан превод) | Протоколи сионских мудраца (превод објављен 1934) |
| --- | --- |
| Како настају зајмови? Емисијом меница која подразумевају да се Влада обавезује да плати камату сразмерну капиталу који је позајмљен. Тако, ако је зајам 5%, држава, после 20 година, мора да плати суму равну позајмљеном капиталу. Када прође 40 година, плаћа двоструко, после 60 година троструко: а опет остаје дужник за цели износ капитала.— Монтескје у Дијалогу | Зајам – то је емисија државних меница које садрже процентну обавезу сразмерно суми позајмљеног капитала. Ако је зајам 5%, онда ће држава кроз двадесет година улудо платити процентну суму која ће бити равна узетом зајму; за четрдесет година плаћа двоструку суму а за шездесет година – троструку, а дуг остаје увек онај исти неуплаћени дуг.— Протоколи |
| Као бог Вишну, моја штампа ће имати стотине руку, а ове руке ће помоћи свим различитим нијансама мишљења широм земље.— Макијавели у Дијалогу | Они [штампа] ће, као индијски богић Вишну, имати стотину руку од којих ће свака пипати пулс чији год хоћете у јавном мњењу.— Протоколи |
| Сада разумем лик бога Вишнуа; имаш стотине руку попут индијског идола, и сваки твој прст додирује опругу.— Монтескје у Дијалогу | Наше царство биће апологија божића Вишну, у коме се налази његово оличење – у свакој од стотине наших руку биће по опруга социјалне машине-— Протоколи |

## Порекло фалсификата
Председник руског Савета министара, Петар Столипин, је 1905. спровео истрагу и закључио да су протоколи протурени већ 1897. године. Он је резултате своје истраге саопштио цару Николају II који је наводно изјавио да Протоколе треба конфисковати јер се не може „праведан циљ постићи прљавим средствима“.
Порекло „Протокола“ је на Западу расветљено 1920. године у Лондону када је енглески новинар Лусијан Волф (енгл. Lucien Wolf) открио у листу Тајмс да је текст готово у целости преузет из претходно наведена два рада. Највећи број историчара се слаже да је „Протоколе“ написао око 1890. године Матвеј Головински, новинар руско-француског порекла, оперативац Охране, руске тајне полиције, и антисемит.
Руски историчар Михаил Лепекин је 18. новембра 1999. објавио резултате својих истраживања извора Протокола у француском листу Експрес. По Лепекину, аутор је Матвеј Головински, а дело је настало 1901. године. Дело је писано под окриљем Охране која је настојала да ограничи цареве модернистичке тежње за индустријализацијом, а Головински је ангажован да би компромитовао богате Јевреје који су у Русији имали значајну политичку моћ. Директни налогодавци су били ултрареакционарни Иван Големикин, бивши министар унутрашњих дела и Пјотр Раковски, шеф тајне полиције. Лепекин је своје истраживање базирао на налазима у руским архивима који су постали доступни 1992. године. Он није први који је идентификовао Головинског. То је први пут урадио 1944. године немачки писац Конрад Хајден.
Лепекин тврди да налази показују да је агент Охране француз Анри Бинт био ангажован да плати израду. То је Бинт признао 1917. Сергеју Сватикову, тадашњем представнику владе Керенског када је овај дошао у Париз да разреши дужности бивше службенике Охране. Документе о Головинском и његовом налогу је 1925. бивши руски амбасадор, Василије Маклаков, предао америчкој фондацији Хувер док је Бинтов лични архив био купљен и држан у Прагу све док га СССР није преузео одатле 1946. године.

## Утицај
„Протоколи“ спадају међу највише злоупотребљаване написе у историји. Иако је њихова аутентичност стављена под сумњу такорећи одмах по штампању, на „Протоколе“ су се упорно позивале разне антисемитске струје и политички покрети, почев од руских, преко Хитлера до модерних широм света.

### Журнали
- Skuratovsky, Vadim (2001). „The Question of the Authorship of "The Protocols of the Elders of Zion"”. Kiev: 966—7.
- Protocols of Zion forger named, Patrick Bishop, лист "Daily Telegraph", 19. новембар 1999, број 1638
- Forging Protocols, Charles Paul Freund, часопис "Reason", фебруар 2000.